# Jean Hort
Pour les articles homonymes, voir Hort.
Jean Hort, né Jean Georges Frédéric Horst à Morges le 29 septembre 1898 et mort le 10 mars 1968 à Toulouse, est un comédien, metteur en scène et régisseur de théâtre vaudois.

## Biographie
Fils de Georg Louis Gottlieb et de Rosina Binggeli, il se forme en jeunesse en tant que typographe et correcteur d'imprimerie, Jean Hort apprend le métier de comédien à Lausanne. Engagé au Casino d'Évian et au Grand Théâtre de Lausanne en 1918, il entre dans la compagnie de Georges Pitoëff à Genève en 1920, avec laquelle il part pour Paris en 1922 et effectue une tournée en Europe dès 1925. Entre 1932 et 1934, Jean Hort est codirecteur du Théâtre des Arts à Paris et assure la synchronisation de plusieurs films chez Gaumont, aux studios Salabert et à la MGM-Paris.
De retour à Genève, il fonde la Compagnie Jean Hort et présente lors de tournées dans toute la Suisse près de six cents représentations d’une trentaine de pièces de d'auteurs tels que Giraudoux, G. B. Shaw, Ibsen et Pirandello. En 1939, il crée à la Comédie de Genève Les Amis terribles d’Alfred Gehri et au Casino de Montbenon à Lausanne Les nouveaux du 6e étage. Jean Hort a été également scénariste pour le cinéma avec L'oasis dans la tourmente en 1941 et auteur de nombreux articles de critique théâtrale dans la revue Le Mois suisse. En 1944, il joue dans L'affaire Juanita Rosales de Jacques Aeschlimann. En 1947, Jean Hort retourne en France où il écrit plusieurs essais, mais revient régulièrement travailler en Suisse. Ainsi, en 1950, il met en scène Tabazan de Jacques Aeschlimann, au Théâtre de la Cour Saint-Pierre à Genève, pour le dixième anniversaire de la Société romande des Auteurs dramatiques. Il se produit en outre en Suisse les années suivantes dans Frontières de René Dornier, Carrousel sans musique de Samuel Chevallier et, en 1956, dans Guten Tag, Gutenberg ! de Jacques Aeschlimann.  
1959, il s'établit à Toulouse où il travaille occasionnellement avec la Compagnie du Grenier et où il meurt le 7 mars 1968.

## Publications
- 1944 - Les théâtres du Cartel et leurs animateurs : Pitoëff, Baty, Jouvet, Dullin Editions d'Aujourd'hui
- 1960 - Antonin Artaud: le suicidé de la société Éditions connaître
- 1965 - Vie de Balzac: chronique en forme de pièce en trois parties French & European Publications
- 1966 - La Vie héroïque des Pitoëff, Editions Pierre Cailler